# Wolfram Research
Wolfram Research est une société privée qui se spécialise dans l’édition d’applications mathématiques. Elle comprend environ 400 employés. Son produit principal est Mathematica, un logiciel de calcul formel lancé en juin 1988. La société a été créée en 1987 par son PDG actuel, Stephen Wolfram, un scientifique qui tient un grand rôle dans le développement de Mathematica. La société a également lancé Wolfram Alpha, un moteur de réponse, en mai 2009. Ce dernier apporte une nouvelle approche de la génération et de l'acquisition de connaissances qui implique de grandes quantités de données calculables et traitées en plus de l'indexation sémantique du texte.

## Histoire
La société a lancé Wolfram Alpha, un moteur de recherche, le 16 mai 2009. Il apporte une nouvelle approche à la génération et à l'acquisition de connaissances qui implique de grandes quantités de données calculables sélectionnées, en plus de l'indexation sémantique du texte.
La société Wolfram Research a acquis MathCore Engineering AB en mars 2011. 
En juillet 2011, Wolfram Research a lancé le Computable Document Format (CDF). Le CDF est un format de document électronique conçu pour permettre la création facile de contenu interactif généré de façon dynamique.
En juin 2014, Wolfram Research a officiellement introduit Wolfram Language comme un nouveau langage de programmation multi-paradigme. C'est le principal langage de programmation utilisé dans Mathematica.
Le 15 avril 2020, Wolfram Research a reçu 5 575 000 $ pour l'aider à payer ses employés pendant la pandémie de COVID-19 dans le cadre du programme de protection des salaires de la part du Gouvernement fédéral des États-Unis, administré par la Small Business Administration. Le prêt a été annulé,.

## Logiciels

### Mathematica
Mathematica était au départ un logiciel permettant d'effectuer des calculs mathématiques sur ordinateur. Il a évolué pour couvrir tous les domaines des logiciels de calcul technique, avec des fonctionnalités pour les réseaux neuronaux, l'apprentissage automatique, le traitement d'images, la géométrie, la science des données et les visualisations. La mission principale de Mathematica est sa capacité à effectuer des calculs symboliques, par exemple, la capacité à résoudre symboliquement des intégrales indéfinies. Mathematica comprend une interface de type notebook et peut produire des diapositives pour des présentations. Mathematica est disponible en version pour l'environnement de bureau, en version de calcul distribué et en version cloud.

### Wolfram Alpha
Wolfram Alpha est un service en ligne gratuit qui répond directement à des questions factuelles en calculant la réponse à partir de données de source externe, plutôt que de fournir une liste de documents ou de pages web susceptibles de contenir la réponse, comme le ferait un moteur de recherche. Les utilisateurs soumettent des requêtes et des demandes de calcul dans un champ de texte et Wolfram Alpha calcule ensuite les réponses et les visualisations pertinentes.
En 2012, une version « Pro » payante avec des fonctionnalités supplémentaires a été lancée.
En 2016, Wolfram Alpha Enterprise, un outil d'analyse axé sur les entreprises, a été lancé. Le programme combine les données fournies par une entreprise avec les algorithmes de Wolfram Alpha pour répondre aux questions relatives à cette entreprise.

### Wolfram System Modeler
Wolfram SystemModeler est une plateforme pour l'ingénierie ainsi que pour la modélisation et la simulation des sciences de la vie basée sur le langage Modelica. Il fournit un environnement graphique interactif de modélisation et de simulation et un ensemble personnalisable de bibliothèques de composantes. L'interface principale, ModelCenter, est un environnement graphique interactif comprenant un ensemble personnalisable de bibliothèques de composantes. Le logiciel offre également une intégration étroite avec Mathematica. Les utilisateurs peuvent développer, simuler, documenter et analyser leurs modèles dans les notebooks de Mathematica.

## Sites web
Wolfram Research publie plusieurs sites Web gratuits, notamment les encyclopédies MathWorld et ScienceWorld. ScienceWorld, lancé en 2002, est divisé en plusieurs sites consacrés à la chimie, la physique, l'astronomie et les biographies scientifiques. En 2005, le site consacré à la physique a été qualifié de « ressource précieuse » par le magazine American Scientist. Cependant, en 2009, le site consacré à l'astronomie souffrait d'informations obsolètes, d'articles incomplets et de liens morts.
WolframAlpha est un service web mis en place le 16 mai 2009 par Wolfram Research. Ce service permet de répondre directement à la saisie de questions factuelles en anglais par le calcul de la réponse à partir d'une base de données, au lieu de procurer une liste de documents ou de pages web pouvant contenir la réponse.
Le Wolfram Demonstrations Project est un site collaboratif qui héberge des démonstrations interactives.

## Publication
Wolfram Research publie le journal Mathematica, et a publié plusieurs livres via Wolfram Media de la société elle-même dont A New Kind of Science, écrit par Stephen Wolfram, le fondateur de la société. De plus, ils ont testé la création de manuels électroniques.

## Conférences
Wolfram Research a organisé trois conférences Wolfram Science à Boston, MA, Washington, D.C. et Burlington, VT aux États-Unis, respectivement en 2003, 2006 et 2007. Deux autres conférences indépendantes du NKS Midwest ont eu lieu à l'Université de l'Indiana, à Bloomington, en 2005 et 2008. D'autres ateliers indépendants liés à la recherche du NKS ont également été organisés à l'étranger, comme JOUAL (Just One Universal Algorithm) au CNR à Pise, en Italie, en 2009.
Wolfram Research accueille la conférence annuelle sur les technologies Wolfram à Champaign, Illinois. Au cours de cette conférence de trois jours, les développeurs discutent des dernières technologies Wolfram pour les appareils mobiles, le cloud informatique, le déploiement interactif, et plus encore.

## Consultant
Numb3rs, la série télévisée de CBS, a engagé Wolfram Research pour l’élaboration des épisodes.